# Турмунхийн Мунхзул
Турмунхийн Мунхзул (монг. Төрмөнхийн Мөнхзул; род. 4 мая 2002 года) — монгольская шахматистка, гроссмейстер среди женщин (2022).

## Биография
В 2019 году в Синтай Турмунхийн Мунхзул разделила 3-е место в чемпионате Азии по шахматам среди женщин. В том же году она заняла 3-е место в зональном турнире Восточной Азии чемпионата мира по шахматам среди женщин.
Выступала за Монголию на шахматной олимпиаде среди женщин:
- в 2018 году на третьей доске на 43-й Шахматной Олимпиады (женщины) в Батуми (+6, =2, −2)[3].

В июле 2021 года приняла участие в Кубке мира по шахматам среди женщин в Сочи, где в 1-м туре победила итальянскую шахматистку Марину Брунелло со счётом 2:0, а во 2-м туре с таким же счётом проиграла российской шахматистке Полине Шуваловой.
За успехи в турнирах ФИДЕ присвоила Турмунхийн Мунхзул звание международного мастера среди женщин (WIM) в 2019 году.

## Изменения рейтинга
| Графики недоступны из-за технических проблем. См. информацию на Фабрикаторе и на mediawiki.org. |